# Cophixalus pulchellus
Cophixalus pulchellus es una especie de anfibio anuro del género Cophixalus de la familia Microhylidae.

## Distribución geográfica
Localizada únicamente en Mount Hunstein a 1000 m s. n. m., en Nueva Guinea.